# Equipos participantes en la Copa Mundial de Fútbol de 1930

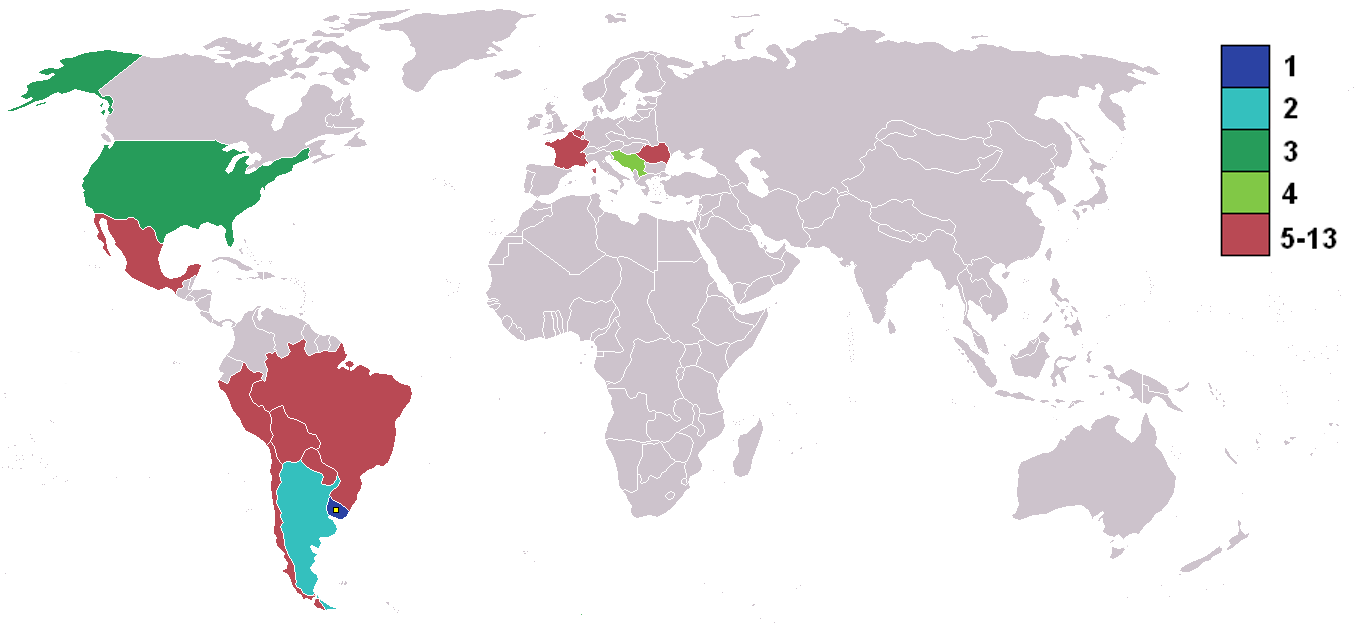
Equipos participantes de la Copa Mundial

Para la I Copa Mundial de Fútbol, que se realizó en Uruguay entre el 13 de julio y el 30 de julio de 1930, 13 equipos fueron invitados a la fase final, siendo esta la única edición de la copa mundial en la que los equipos participantes no tuvieron que disputar eliminatorias para su clasificación. Los 13 equipos participantes fueron divididos en cuatro grupos, clasificándose el primero de cada grupo a las semifinales para determinar al campeón del evento.

## Equipos
| Equipo | Equipo         | Equipo | Participaciones | Participaciones | Participaciones |
| Equipo | Equipo         | Equipo | Total           | Cons.           | Última          |
| ------ | -------------- | ------ | --------------- | --------------- | --------------- |
|        | Argentina      |        | 1               | 1               | -               |
|        | Bélgica        |        | 1               | 1               | -               |
|        | Bolivia        |        | 1               | 1               | -               |
|        | Brasil         |        | 1               | 1               | -               |
|        | Chile          |        | 1               | 1               | -               |
|        | Estados Unidos |        | 1               | 1               | -               |
|        | Francia        |        | 1               | 1               | -               |
|        | México         |        | 1               | 1               | -               |
|        | Paraguay       |        | 1               | 1               | -               |
|        | Perú           |        | 1               | 1               | -               |
|        | Rumania        |        | 1               | 1               | -               |
|        | Uruguay        |        | 1               | 1               | -               |
|        | Yugoslavia     |        | 1               | 1               | -               |